# Clue of the New Pin
Clue of the New Pin (übersetzt „Geheimnis der neuen Stecknadel“) ist ein britischer Kriminalfilm von Allan Davis aus dem Jahr 1961. Produziert wurde er von der Filmgesellschaft Merton Park Studios. Das Drehbuch stammt von Philip Mackie und baut auf dem gleichnamigen Roman (dt. Das Geheimnis der Stecknadel) von Edgar Wallace auf. Der Film war einer der ersten Teile der Edgar Wallace Mysteries, einer Serie von 47 Edgar-Wallace-Verfilmungen der Merton Park Studios zwischen 1960 und 1965; in Deutschland wurde er nie gezeigt.

## Handlung
John Trasmere ist Millionär und wird in seiner Wohnung tot aufgefunden. Aufgrund einer verschlossenen Tür geht die Polizei von Selbstmord aus, der Reporter Tab Holland ermittelt jedoch weiter und bringt die Polizei auf die Spur des Neffen. Dieser wird von einem Mitwisser erpresst, den er ebenfalls tötet.

## Kritiken
Joachim Kramp und Jürgen Wehnert zitieren in ihrem Das Edgar Wallace Lexikon von 2004 eine ziemlich vernichtende Kritik des Monthly Film Bulletin zum Film. Demnach sei der Film „ein lustloser Versuch, diesen altmodischen Edgar-Wallace-Krimi zu modernisieren“. Das Ergebnis sei lediglich eine unglaubwürdige Kuriosität unter den B-Pictures.